# Froschdorsch
Der Froschdorsch (Raniceps raninus) ist eine Knochenfischart aus der Ordnung der Dorschartigen (Gadiformes). Er lebt in der Nordsee, im Kattegat und im Skagerrak, rund um die Britischen Inseln, im Ärmelkanal, an der französischen Atlantikküste und an der Küste des südlichen und mittleren Norwegen bis hinauf nach Trondheim. Im Unterschied zu den meisten anderen dorschartigen Fischen ist seine wirtschaftliche Bedeutung gering.

## Merkmale
Der Froschdorsch erreicht eine Länge von maximal 27,5 cm, bleibt meist jedoch bei 20 cm. Der langgestreckte Körper ist dunkelbraun oder bläulich-braun und sehr schleimig. Mit Ausnahme der Brustflossen sind die nach außen gerichteten Teile der Flossen und die Lippen hell. Der Kopf ist froschartig, deutlich abgeflacht und breit. Er nimmt ein Viertel der Körperlänge ein. Der mit einer kleinen Bartel versehene Unterkiefer ist kürzer als der Oberkiefer.
Die erste Rückenflosse besteht nur aus drei kurzen Flossenstrahlen, die zweite ist lang, ebenso die Afterflosse. Rücken- und Afterflosse sind von der kleinen Schwanzflosse getrennt. Die weit vorn sitzenden Bauchflossen sind lang und fadenförmig. Eine Seitenlinie findet sich weder auf dem Kopf noch auf dem Rumpf.

## Lebensweise
Der Froschdorsch lebt küstennah auf veralgten, steinigen Böden vor allem in Tiefen von 10 bis 20 Metern aber auch bis in 100 Metern Tiefe. Er ist nicht häufig und lebt relativ standorttreu, versteckt als Einzelgänger. Froschdorsche ernähren sich von Würmern, Weichtieren, kleinen Seesternen und kleinen Fischen, wie Grundeln. Die Fortpflanzungszeit reicht von Mai bis September. Die Fische laichen in Tiefen von 50 bis 70 Metern. Jungfische sehen wie Kaulquappen aus.

## Systematik
Die Familie wird in älteren Systematiken als Unterfamilie der Dorsche (Gadidae) geführt, in neueren dagegen, gemäß ihrer phylogenetischen Stellung als Schwestergruppe der Einhorndorsche (Bregmacerotidae), Aaldorsche (Muraenolepididae) und Dorsche (Gadidae) als eigenständige Familie.